# Пијура
Пијура (Piwra) (шп. Piura), је град у северозападном Перуу. Град је лоциран у Сечура пустињи на реци Пијура. Пијура је главни град истоименог департмента.  and the Piura Province. По попису из 2017. године Пијура је имала 484.475 становника.
На садашњем месту града шпански освајач Франсиско Пизаро је основао трећи шпански град у Јужној Америци и први у Перуу, Сан Мигуел де Пиура, у јулу  или августа  1532. године. Пиура је прогласила независност од Шпаније 4. јануара 1821. године.

## Историја града
Као и већи део северног Перуа, територију Пијуре населила је њихова аутохтона група домородаца која се називају „таљанес” и „јунгас”. Ове групе су живеле без организације или јединственог вође који би владао све док култура Мучик на крају није преузела контролу, а њихова мешавина је еволуирала у културу Викус. Вековима касније, Пијура је пала под власт Тупака Инка Јупанкија најмање 40 година пре доласка Шпанаца.
Франсиско Пизаро је дошао на то подручје и успоставио га као трећи шпански град у Јужној Америци и први шпански град у Перуу.  Доласком Шпанаца 1532. године, настале су данашње културе местиза и креола у Пијури. Ова местизо култура укључује утицаје из шпанске Екстремадуре и Андалузије. Афрички утицај, захваљујући доласку робова са Мадагаскара (малгашки робови). Кинески радници који су мигрирали из Гуангдунга да обрађују поља пиринча и замене робове, а такође и Роми који су дошли као гусари у потрази за бисерима, или као шпански коњаници.
Шпанци су граду дали име по кечуанској речи пирхуа, што значи „обиље”. Данас је Пијура позната као Ciudad del eterno calor што значи "Град вечите топлоте" јер је топло током целе године.

## Географија

### Клима
Регионом Пијура влада пустињска и полупустињска клима и то на обали и западним падинама Анда, док је на источним падинама клима суптропска. Падавине су ретке, осим током Ел Нињо, када има обилних падавина и вода протиче кроз нормално суве водотоке, узрокујући поплаве и велика клизишта.
| Клима Пијура аеродрум Гиљермо Конча Иберико 1961–1990, екстрими 1932–данас                                          | Клима Пијура аеродрум Гиљермо Конча Иберико 1961–1990, екстрими 1932–данас | Клима Пијура аеродрум Гиљермо Конча Иберико 1961–1990, екстрими 1932–данас | Клима Пијура аеродрум Гиљермо Конча Иберико 1961–1990, екстрими 1932–данас | Клима Пијура аеродрум Гиљермо Конча Иберико 1961–1990, екстрими 1932–данас | Клима Пијура аеродрум Гиљермо Конча Иберико 1961–1990, екстрими 1932–данас | Клима Пијура аеродрум Гиљермо Конча Иберико 1961–1990, екстрими 1932–данас | Клима Пијура аеродрум Гиљермо Конча Иберико 1961–1990, екстрими 1932–данас | Клима Пијура аеродрум Гиљермо Конча Иберико 1961–1990, екстрими 1932–данас | Клима Пијура аеродрум Гиљермо Конча Иберико 1961–1990, екстрими 1932–данас | Клима Пијура аеродрум Гиљермо Конча Иберико 1961–1990, екстрими 1932–данас | Клима Пијура аеродрум Гиљермо Конча Иберико 1961–1990, екстрими 1932–данас | Клима Пијура аеродрум Гиљермо Конча Иберико 1961–1990, екстрими 1932–данас | Клима Пијура аеродрум Гиљермо Конча Иберико 1961–1990, екстрими 1932–данас |
| Показатељ \ Месец                                                                                                   | .Јан.                                                                      | .Феб.                                                                      | .Мар.                                                                      | .Апр.                                                                      | .Мај.                                                                      | .Јун.                                                                      | .Јул.                                                                      | .Авг.                                                                      | .Сеп.                                                                      | .Окт.                                                                      | .Нов.                                                                      | .Дец.                                                                      | .Год.                                                                      |
| --- | -------------------------------------------------------------------------- | -------------------------------------------------------------------------- | -------------------------------------------------------------------------- | -------------------------------------------------------------------------- | -------------------------------------------------------------------------- | -------------------------------------------------------------------------- | -------------------------------------------------------------------------- | -------------------------------------------------------------------------- | -------------------------------------------------------------------------- | -------------------------------------------------------------------------- | -------------------------------------------------------------------------- | -------------------------------------------------------------------------- | -------------------------------------------------------------------------- |
| Апсолутни максимум, °C (°F)                                                                                         | 37,9 (100,2)                                                               | 38,4 (101,1)                                                               | 38,2 (100,8)                                                               | 39,9 (103,8)                                                               | 36,1 (97)                                                                  | 35,0 (95)                                                                  | 33,2 (91,8)                                                                | 33,0 (91,4)                                                                | 34,1 (93,4)                                                                | 34,0 (93,2)                                                                | 37,0 (98,6)                                                                | 36,6 (97,9)                                                                | 39,9 (103,8)                                                               |
| Максимум, °C (°F)                                                                                                   | 33,4 (92,1)                                                                | 34,2 (93,6)                                                                | 34,3 (93,7)                                                                | 33,2 (91,8)                                                                | 30,8 (87,4)                                                                | 28,9 (84)                                                                  | 27,9 (82,2)                                                                | 28,3 (82,9)                                                                | 29,0 (84,2)                                                                | 29,6 (85,3)                                                                | 30,4 (86,7)                                                                | 32,0 (89,6)                                                                | 31,0 (87,8)                                                                |
| Просек, °C (°F) | 26,8 (80,2)                                                                | 27,8 (82)                                                                  | 27,8 (82)                                                                  | 26,6 (79,9)                                                                | 24,5 (76,1)                                                                | 22,9 (73,2)                                                                | 21,8 (71,2)                                                                | 21,9 (71,4)                                                                | 22,3 (72,1)                                                                | 22,9 (73,2)                                                                | 23,6 (74,5)                                                                | 25,2 (77,4)                                                                | 24,5 (76,1)                                                                |
| Минимум, °C (°F) | 20,3 (68,5)                                                                | 21,4 (70,5)                                                                | 21,3 (70,3)                                                                | 19,9 (67,8)                                                                | 18,3 (64,9)                                                                | 16,8 (62,2)                                                                | 15,8 (60,4)                                                                | 15,6 (60,1)                                                                | 15,6 (60,1)                                                                | 16,2 (61,2)                                                                | 16,9 (62,4)                                                                | 18,4 (65,1)                                                                | 18,0 (64,4)                                                                |
| Апсолутни минимум, °C (°F)                                                                                          | 10,0 (50)                                                                  | 14,3 (57,7)                                                                | 16,0 (60,8)                                                                | 12,2 (54)                                                                  | 10,0 (50)                                                                  | 10,0 (50)                                                                  | 10,0 (50)                                                                  | 10,0 (50)                                                                  | 10,5 (50,9)                                                                | 8,4 (47,1)                                                                 | 11,1 (52)                                                                  | 9,8 (49,6)                                                                 | 8,4 (47,1)                                                                 |
| Количина падавина, mm (in)                                                                                          | 16,9 (0,665)                                                               | 19,0 (0,748)                                                               | 32,4 (1,276)                                                               | 24,4 (0,961)                                                               | 15,1 (0,594)                                                               | 5,0 (0,197)                                                                | 0,5 (0,02)                                                                 | 0,0 (0)                                                                    | 0,0 (0)                                                                    | 1,1 (0,043)                                                                | 0,8 (0,031)                                                                | 1,2 (0,047)                                                                | 116,4 (4,583)                                                              |
| Дани са падавинама (≥ 1.0 mm)                                                                                       | 1,8                                                                        | 2,3                                                                        | 3,7                                                                        | 2,6                                                                        | 0,4                                                                        | 0,5                                                                        | 0,0                                                                        | 0,0                                                                        | 0,1                                                                        | 0,2                                                                        | 0,4                                                                        | 0,7                                                                        | 12,8                                                                       |
| Релативна влажност, %                                                                                               | 51                                                                         | 55                                                                         | 51                                                                         | 55                                                                         | 59                                                                         | 66                                                                         | 66                                                                         | 65                                                                         | 64                                                                         | 60                                                                         | 58                                                                         | 56                                                                         | 59                                                                         |
| Извор #1: NOAA, Meteo Climat (record highs and lows)                                                                |                                                                            |                                                                            |                                                                            |                                                                            |                                                                            |                                                                            |                                                                            |                                                                            |                                                                            |                                                                            |                                                                            |                                                                            |                                                                            |
| Извор #2: Deutscher Wetterdienst (mean temperatures 1961–1990, precipitation days 1970–2003 and humidity 1955–1969) |                                                                            |                                                                            |                                                                            |                                                                            |                                                                            |                                                                            |                                                                            |                                                                            |                                                                            |                                                                            |                                                                            |                                                                            |                                                                            |